# العم ريموس

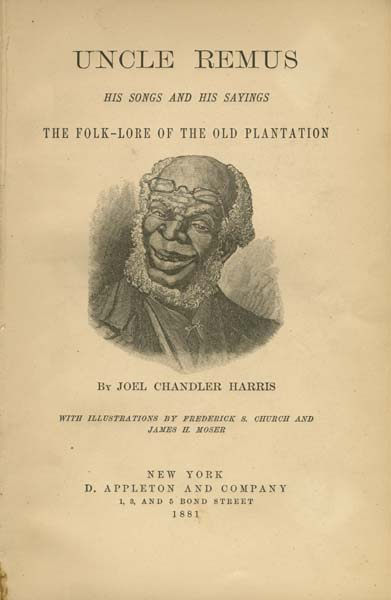

العم ريموس هو شخصية خيالية وهو بطل مجموعة من الحكايات الشعبية الخاصة بالأمريكيين الأفارقة والتي جمعها جويل تشاندلر هاريس في كتاب يحمل عنوان «العم ريموس». ونُشر الكتاب في عام 1881.